# Colomiers
Colomiers is een gemeente in het Franse departement Haute-Garonne in de regio Occitanie. De gemeente telde 40.916 inwoners op 1 januari 2022. Hiermee is het de grootste voorstad van Toulouse en na Toulouse de gemeente met de meeste inwoners van het departement. De plaats maakt deel uit van het arrondissement Toulouse.
In de gemeente liggen de spoorwegstations Colomiers en Colomiers-Lycée International.

## Geschiedenis
In 1080 liet de abt van Saint-Sernin in Toulouse hier een kapel bouwen. Deze kapel groeide uit tot de dorpskerk Sainte-Radegonde. Vanaf de 13e eeuw was Colomiers een heerlijkheid.
Rond 1700 werd de koninklijke weg tussen Toulouse en Léguevin aangelegd die Colomiers doorkruiste en bijdroeg aan de ontwikkeling van het dorp. Notabelen uit Toulouse bouwden buitenverblijven en kasteeltjes in Colomiers. Tot na de Tweede Wereldoorlog bleef Colomiers een landbouwdorp met veel wijngaarden.
Vanaf de jaren 1960 begon de verstedelijking van de gemeente onder toezicht van architect Paul Viguier. Bedrijven gelieerd met de luchtvaart vestigden zich vanaf de jaren 1970 in de gemeente: Bréguet, Dassault, Aérospatiale en Airbus Group.

## Geografie
De oppervlakte van Colomiers bedroeg op 1 januari 2022 20,83 vierkante kilometer; de bevolkingsdichtheid was toen 1.964,3 inwoners per km².
De onderstaande kaart toont de ligging van Colomiers met de belangrijkste infrastructuur en aangrenzende gemeenten.

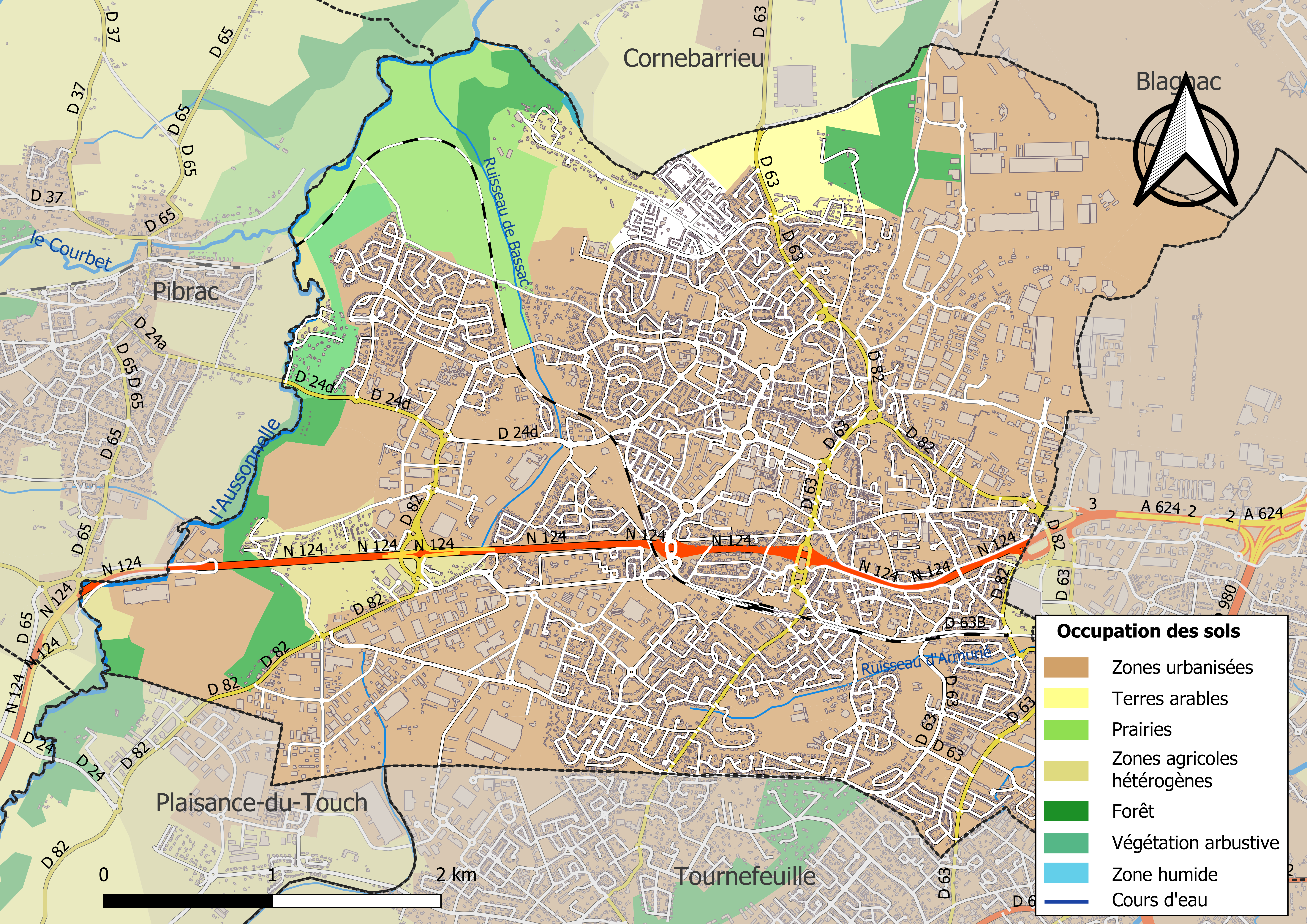

## Demografie
Onderstaande figuur toont het verloop van het inwonertal (bron: INSEE-tellingen).

## Sport
Colomiers was twee keer etappeplaats in wielerkoers Ronde van Frankrijk. De Belg Jos Huysmans en de Fransman Jean-Pierre Genet wonnen er in respectievelijk in 1972 en 1974 een etappe.